# Муртеде
Муртеде (порт. Murtede)  —  район (фрегезия) в Португалии,  входит в округ Коимбра. Является составной частью муниципалитета  Кантаньеде. Находится в составе крупной городской агломерации Большая Коимбра. По старому административному делению входил в провинцию Бейра-Литорал. Входит в экономико-статистический  субрегион Байшу-Мондегу, который входит в Центральный регион. Население составляет 1530 человек на 2001 год. Занимает площадь 20,27 км².